# 隔語句反復
隔語句反復（かくごくはんぷく、または首語句反復、首尾同語、反照法、epanalepsis）とは、文・節の先頭の語または語句が、最後で繰り返される修辞技法のこと。最初と最後は、文中で強く強調される2つの場所である。そこに同じ語・語句を置くことで、読み手は特別な注意を払う。入れ子にされた二重の反復は、交錯配列法と呼ばれる。

## 例
- The king is dead, long live the king

（王は逝去された、万歳新王!）

## 語源
ギリシャ語の「epanálépsis」。意味は「回復」。